# Ectinosoma virginiensis
Ectinosoma virginiensis är en kräftdjursart som beskrevs av Coull 1971. Ectinosoma virginiensis ingår i släktet Ectinosoma och familjen Ectinosomatidae. Inga underarter finns listade i Catalogue of Life.